# Battletoads & Double Dragon: The Ultimate Team
Battletoads & Double Dragon: The Ultimate Team és un videojoc fusió entre la saga de Battletoads i Double Dragon. És qualificat com un videojoc de lluita, de la sub-categoria d'avanços.
Allò nou d'aquest joc, és que al fusionar dues sagues de videojocs, s'havia de combinar el seu argument i els seus personatges, pel que es pot escollir entre qualsevol dels Battletoads o dels germans Lee, els Double Dragons. El joc conserva en gran part el toc humorístic de Battletoads. Podem veure enemics d'ambdues sagues, amb els quals ens hauríem d'enfrontar.